# 古賀米吉
古賀 米吉（こが よねきち、1891年（明治24年）3月22日 - 1983年（昭和58年）6月7日）は日本の教育者。千葉県市川市の学校法人市川学園の創立者として知られる。

## 人物
1891年、古賀米吉は福岡県三井郡（現在の小郡市）で生まれた。9歳のときに父が亡くなり、貧乏な母子家庭で育ったという。1915年に福岡師範学校二部を卒業したが、経済的理由で上級学校に進めなかったという。卒業後は小学校教諭となり、教師として働く傍らで学資を貯めていたという。
27歳のときに上京し、1922年に旧制東京外国語学校英語科（現在の東京外国語大学英文科）を卒業した。その後、府立四中（現在の都立戸山高校）の英語教師、主任として働きながら自身も進学し、1930年に39歳で東京帝国大学文学部社会学科を卒業したが、その後府立四中を退職した。これは息子の正一によれば府立四中の教育方針に疑問を抱いたのが理由だという。その後、2年間英米に留学した。
新教育運動（日本では「大正自由教育運動」）真っ只中のイギリス留学中に、パブリックスクール、イートン校の教育理念に感銘を受け、生徒が自主的に学ぶ「第三教育」を理念の一つとして1937年に旧制市川中学校を創設した。また、1945年には船橋高等女学校（現在の東葉高等学校）の校長に就任した。
1951年に設立された市川善行会の初代会長、1964年に設立された市民団体「江戸川を守る会」の初代会長を務めるなど地域の活動にも取り組み、私学教育の振興と地域の環境保全および文化向上への貢献が評価されて1994年に市川市から名誉市民の称号を贈られた。また、私学の発展、振興における功績が評価され、1962年に藍綬褒章、1965年に勲四等瑞宝章、1983年に従五位勲四等旭日小綬章を授与された。
1983年6月7日、92歳で死去した。彼の長男で当時は東芝の部長だった古賀正一が学園理事長の地位を引き継いだ。